# Ибрагими, Фиридун Гани оглы
Фиридун Гани оглы Ибрагими (азерб. Firudin İbrahimi 21 ноября 1919, Астара, Гилян — 23 мая 1947, Тебриз) — государственный деятель, юрист, политик и публицист, член ЦК Демократической партии Азербайджана, генеральный прокурор Азербайджанского Национального Правительства, жертва репрессий.
Его статьи публиковались в газетах "Азербайджан", "Ажир", "Рахбар", "Зафар" и "Мардом". Написал книги "О древней истории Азербайджана" и "За мир". После падения Азербайджанского Национального Правительства не покинул Тебриз. Несколько дней сражался, а затем был арестован. В 1947 году повешен в саду Гюлистан.

## Биография

### Первые годы
Фирудин Гани оглы Ибрахими родился 21 ноября 1918 года в городе Астара. До 9-го класса учился в Астаре, а затем для продолжения образования переехал в город Энзели. После обучения в 10-м и 11-м классах в Энзели он переехал в Тебриз, где окончил 12-й класс в школе Фирдовси. В 1941 году, после окончания школы, поступил на юридический факультет Тегеранского университета. В 1945 году окончил юридический факультет Тегеранского университета. В эти годы он освоил персидский, французский и арабский языки.

### Политическая деятельность
Во время учебы в университете он стал членом партии Туде. Сейид Джафар Пишевари 23 мая 1943 года начал издавать газету "Ажир" в Тегеране. В редколлегию газеты был избран также студент Фирудин Ибрагими. В этот период он публиковал статьи в "Рахбар", официальном органе партии Туде, "Зафар", органе Объединенного центрального совета Союза рабочих и трудящихся, "Мардом" и других газетах. После окончания Тегеранского университета он получил предложения о работе от Министерства иностранных дел Ирана и других государственных учреждений, но он отказался и отправился в Тебриз. Он начал писать для газеты "Хаваре-но", издававшейся в Тебризе под руководством провинциального комитета партии Туде.
После выхода из партии Тудэ, он вступил в Азербайджанскую Демократическую Партию и был избран в Центральный Комитет партии. 5 сентября 1945 года он начал писать в газете "Азербайджан", издававшейся в Тебризе как печатный орган Азербайджанской Демократической Партии. Он был одним из 237 народных представителей, избранных на первый съезд АДФ, который начал свою работу в Тебризе 1 октября. Сейид Джафар Пишевари поручил Фирудину Ибрахими и Зейналабидину Киями собирать материалы по истории Южного Азербайджана для подготовки книги. Серия статей Фирудина Ибрахими, опубликованных в газете "Азербайджан" под названием "Азербайджан говорит… Несколько ярких страниц нашей гордой истории", публиковался в газете отдельными заголовками с 31 октября по 21 ноября 1945 года, начиная с 42-го номера и по 60-й номер. В этих статьях он, основываясь на проведенных исследованиях, писал о древней истории Азербайджана, его населении, их национальной идентичности, культурной истории, литературе, языке, политических организациях, конфессиях, одежде и обычаях. В 1946 году статьи были собраны в книгу и изданы в Тебризе на азербайджанском языке, арабским шрифтом, под названием "О древней истории Азербайджана" издательством "Дом Советской Культуры". Фирудин Ибрахими объяснил свою основную цель в составлении этой книги следующим образом:
Моя основная цель при написании этих воспоминаний заключается в следующем: во-первых, я хочу поставить на место болтливых людей Тегерана. Во-вторых, я хочу, защищая права, историю и яркую культуру моего свободолюбивого и гордого народа, показать, кто они, какова их историческая наследие, кто были их предки и какие жертвы они принесли для сохранения своей национальной идентичности. Я хочу заявить всему миру о настоящей идентичности азербайджанского народа, который поднялся, чтобы занять свое место и позицию в свободном и демократическом обществе.
20 ноября 1945 года он был избран членом Президиума Азербайджанского Народного Конгресса, состоящего из 17 человек, который начал свою деятельность в здании театра Эрк в Тебризе. 21 ноября, до завершения выборов и формирования правительства, был создан Национальный комитет для обеспечения исполнения решений среди представителей конгресса. Фирудин Ибрагими стал одним из 39 человек, избранных в Национальный комитет. 12 декабря 1945 года, после создания Азербайджанского Национального Правительства, он был назначен на должность генерального прокурора в составе Национального Правительства. 15 января 1946 года была создана комиссия из 15 человек для написания Конституции Национального Правительства Азербайджана. В эту комиссию входил также Фирудин Ибрагими. Он был членом делегации, которая отправилась в Тегеран для переговоров 28 апреля 1946 года во главе с Сейидом Джафаром Пишевари.
Он принимал участие в «Парижской международной мирной конференции» с 29 июля по 15 октября 1946 года, где представлял Азербайджанское национальное правительство. О своем участии в заседаниях этой конференции, а также о своих личных наблюдениях Фиридун Ибрагими написал ряд статей в газете «Азербайджан», органе Азербайджанской Демократической Партии. Эти статьи были опубликованы в 23 номерах в период с 9 ноября по 10 декабря 1946 года под заголовком «За мир». Эти статьи были также опубликованы на персидском языке в газете «Иране-ма», издаваемой в Тегеране.
После обещаний, данных иранским правительством, советская армия полностью покинула регион в мае 1946 года. Несколько месяцев спустя правительство Тегерана приняло решение направить войска в Южный Азербайджан в попытке обеспечить свободные выборы в Ассамблею Советов. Среди лидеров Азербайджанской демократической партии возникли разногласия по поводу того, следует ли оказывать сопротивление этой армии. Хотя некоторые предлагали отступить в Азербайджанскую ССР и сражаться оттуда, Фирудин Ибрагими выступал за то, чтобы остаться и сражаться против шахской армии. 5 декабря 1946 года войска шаха, наступавшие в направлении Мияны, были остановлены отрядами добровольцев. Позже люди из разных регионов Азербайджана обратились к Национальному правительству с просьбой вооружиться и бороться против шахской армии. После этого был создан Комитет обороны под руководством Пишавари. Первым актом комитета было объявление военного положения в Тебризе и создание добровольческих отрядов. Фиридун Ибрагими стал организатором добровольческих отрядов «Бабек». Первоначально к волонтерским группам присоединилось 600 человек. Хотя Пишевари снова обратился к Советскому Союзу за военной поддержкой, эта просьба осталась без ответа. 11 декабря 1946 года на последнем съезде Азербайджанской демократической партии в Тебризе Мухаммед Бирия был временно избран первым секретарем Азербайджанской демократической партии.  Его заместителями были избраны Фирудин Ибрагими и Миррахим Вилайи. Фирудин Ибрагими в течение нескольких дней защищал Тебриз от войск шаха вместе с федаиными. 13 декабря 1946 года иранская армия при поддержке США и Великобритании вошла в Тебриз. Таким образом, Азербайджанское Национальное Правительство рухнуло. После того, как шахская армия вошла в Тебриз, Фирудин Ибрагими и четверо федаев укрылись в здании Центрального Комитета Азербайджанской Демократической Партии и в течение нескольких дней вели борьбу с ними и грабителями. Они не смогли продолжить борьбу, так как 15 декабря 1946 года у них закончились боеприпасы. В результате их арестовывают. После ареста Фирудин Ибрагими был доставлен в Тегеран. Там его пытали в течение нескольких месяцев. В мае 1947 года его перевезли из Тегерана в Тебриз. 23 мая 1947 года он был повешен в саду Гюлистан в Тебризе. Его тело держали на виселице несколько дней, чтобы запугать людей. Через несколько дней его тело было тайно снято с виселицы местными жителями и похоронено.
Согласно воспоминаниям Фархада Азери и Алаеддина Алекпери, которые были свидетелями повешения Фирудина Ибрагими, когда его привели в сад Гюлистан, чтобы повесить, люди протестовали и хотели напасть на войска шаха. Фирудин Ибрагими, опасаясь, что люди понесут потери, успокоил их и сказал следующее:
Дорогие соотечественники, будьте терпеливы, пусть не будет кровопролития! Пройдет совсем немного времени, и азербайджанский народ восторжествует, и в Азербайджане вновь будет создано Национальное правительство. Да здравствует народ Азербайджана! Да здравствует наша Родина – Азербайджан!

## Семья
Отец Фирудина Ибрагими, Гани Ибрагими, женился на Фатиме Ширвани. От этого брака родилось 3 дочери и 2 сына. Гани Ибрагими занимался политикой. В 1918 году он основал Астаринское отделение Партии "Адалят". После посещения первого съезда Партии "Адалят" в городе Энзели в июле 1920 года он основал Астаринское отделение Коммунистической партии Ирана. Его постоянно преследовали за политическую деятельность. В 1931 году его арестовали. Сначала его доставили в Ардебиль, а затем в Тебриз. После отбывания наказания в тюрьме в Тебризе он был переведен в тюрьму Касри Каджар в Тегеране. Два года спустя он заболел и был сослан в город Нахаванд. Несмотря на то, что он находился в изгнании, он продолжал свою деятельность. После основания партии Туде в 1941 году он создал отделение партии в Нахаванде. В декабре 1946 года его снова арестовали. В тюрьме он подвергался жестоким пыткам. Он был отравлен после освобождения в декабре 1958 года.
Брат Фирудина Ибрагими, Анушираван Ибрагими, также занимался политикой. После создания Азербайджанского национального правительства он приехал в Тебриз и начал учиться в Полицейской академии. Он был одним из организаторов волонтерских отрядов «Бабек» вместе с Фирудином Ибрагими. После падения Азербайджанского национального правительства эмигрировал в Северный Азербайджан. Здесь он продолжил свое образование и получил докторскую степень. После Иранской исламской революции 1979 года он отправился в Иран в качестве члена Исполнительного комитета партии Туде. Здесь он работал над восстановлением городских, провинциальных и районных организаций по всей стране. В начале 1982 года было арестовано более 3000 членов секты, в том числе Анушираван Ибрагими. Он был казнен 13 сентября 1987 года в тюрьме Эвин в Тегеране.

## Память
Фирудин Ибрагими был похоронен на кладбище Имамия в Тебризе. На надгробии высечены слова Сейида Мухаммада Табатабаи: "Избирательное небо не щадит розу, которая придает траве больше красоты...".
2007 году французская писательница и художница Маржан Сатрапи сняла анимационный фильм "Персеполис". В этом фильме, удостоенном нескольких международных наград, также обсуждается Демократическая Республика Азербайджана и Фирудин Ибрагими.
24 мая 2017 года в Баку состоялось мемориальное мероприятие, посвященное 70-летию со дня мученичества Фиридуна Ибрагими, организованное Общественным объединением «Иранское эмигрантское общество» и Азербайджанской демократической партией.
Председатель Союза писателей Азербайджана, писатель Мирза Ибрагимов в 1948 году написал роман "Наступит день" о Фирудине Ибрагими. В этом произведении писатель описывает борьбу азербайджанского народа за независимость и деятельность Фирудина Ибрагими в этом движении. Заслуженный деятель искусств Азербайджанской ССР, поэтесса Медина Гюльгюн написала поэму о Фирудине Ибрагими. Эта поэма была издана в 1963 году в Баку в виде книги. В последующие годы Ариф Сафа, Балаш Азероглу, Эли Туде, Фатхи Хошгинаби, Хашим Тэрлан, Хабиб Сахир, Сохраб Тахир, Халиль Рза и Тариель Умид также создали поэтический образ Фируна Ибрагими в своих произведениях.
В 2017 году в Баку вышла книга Фирудина Ибрагими «Древняя история Азербайджана» на латинской графике под редакцией заслуженного журналиста Азербайджана Рагима Гусейнзаде.
В 2018 году, в канун 100-летнего юбилея Фирудина Ибрагими, по решению Ученого совета Института востоковедения Национальной академии наук Азербайджана его книга «За мир», повествующая о его участии в Парижской мирной конференции, была переиздана на латинской графике.